# 2022年斯洛文尼亚总统选举
2022年斯洛文尼亞總統選舉於2022年10月23日在斯洛文尼亞舉行，現任總統博鲁特·帕霍尔因已連任兩屆無法再次競選。由於首輪選舉中沒有候選人獲得多數選票，因此得票前兩名的斯洛文尼亞民主黨候選人安熱·洛加爾和獨立候選人娜塔莎·皮爾茨·穆薩爾於2022年11月13日進行第二輪選舉。穆薩爾在第二輪投票中以53.89%的選票勝出，她成為該國的首任女性總統。洛加爾隨後承認敗選，並祝賀穆薩爾的勝利。